# ديزج ور
ديزج‌ ور هي قرية في مقاطعة هريس، إيران. عدد سكان هذه القرية هو 22 في سنة 2006.